# Dmitrij Gorbuszyn
Dmitrij Andriejewicz Gorbuszyn, ros. Дмитрий Андреевич Горбушин, ukr. Дмитро Андрійович Горбушин, Dmytro Andrijowicz Horbuszyn (ur. 31 maja 1986 w Rubiżnem) – rosyjski piłkarz pochodzenia ukraińskiego, grający na pozycji pomocnika, a wcześniej obrońcy. Zmienił obywatelstwo ukraińskie na rosyjskie.

## Kariera piłkarska

### Kariera klubowa
Gorbuszyn karierę piłkarską rozpoczął w 1993 roku w rodzinnym mieście. Jego pierwszym trenerem był S. Cziernych. Mając 17 lat, w 2003 roku, przeniósł się do drugoligowej wówczas Stali Ałczewsk, z którą grał dwa sezony w tej klasie rozgrywkowej. W tym czasie rozegrał 24 mecze w lidze i 3 w Pucharze Ukrainy, nie zdobył żadnego gola. W 2005 roku awansował z drużyną do Wyszczej Ligi, gdzie grał w sezonie 2005/2006. Występował także w rezerwach Dynama Kijów. Latem 2007 do końca roku został wypożyczony do Zorii Ługańsk. Na początku 2008 przeszedł do rosyjskiego Kubania Krasnodar. Latem 2008 otrzymał obywatelstwo rosyjskie. Od sierpnia 2009 do końca roku grał na wypożyczeniu w Czernomorcu Noworosyjsk.
W Wyszczej Ligi rozegrał 33 spotkania.

### Kariera reprezentacyjna
Debiutował w juniorskiej reprezentacji. Występował również w młodzieżowej reprezentacji Ukrainy.

## Sukcesy i odznaczenia

### Sukcesy klubowe
- mistrz Ukraińskiej Pierwszej Lihi: 2005
- mistrz Rosyjskiej Pierwszej Dywizji: 2010
- wicemistrz Rosyjskiej Pierwszej Dywizji: 2008